# بوريليا إوزية
بوريليا إوزية (الاسم العلمي: Borrelia anserina) هي نوع من البكتيريا تتبع جنس البوريليا من الفصيلة البوريلية.